# Championnat de Tunisie de football de deuxième division 2021-2022
Navigation
Saison précédente Saison suivante
| \| SG SCBA ASOE ASM ASG KS ASD ESJ SSS JS ASME EGSG SRS EOSB COM ESR CSK CSM JSK ST CSB COT EMM \| Localisation des clubs engagés dans le championnat. |
| SG SCBA ASOE ASM ASG KS ASD ESJ SSS JS ASME EGSG SRS EOSB COM ESR CSK CSM JSK ST CSB COT EMM                                                           |

La saison 2021-2022 du championnat de Tunisie de football de Ligue II est la 67e édition de la deuxième division tunisienne, la Ligue Professionnelle 2. Deuxième niveau de la hiérarchie du football en Tunisie après la Ligue I, le championnat oppose, en matchs aller et retour, vingt quatre clubs professionnels répartis en quatre poules, dont quatre promus de Ligue III et un relégué de Ligue I.
Les deux premiers de chaque groupe (huit équipes) disputeront la deuxième phase en deux groupes de quatre. Les matchs se joueront à huis clos dans des stades neutres. Les deux premiers de chaque groupe accéderont en Ligue I tandis que le sixième de chaque groupe à l'issue de la première phase sera relégué directement en Ligue III.

## Participants et localisation

### Groupe A
- Club olympique de Médenine
- Club sportif de Bembla
- Étoile sportive de Radès
- Kalâa Sport
- Stade sportif sfaxien
- Stade tunisien

### Groupe B
- Association sportive de Djerba
- Astre sportif de Menzel Ennour
- Club olympique des transports
- Espoir sportif de Jerba Midoun
- Jendouba Sports
- Jeunesse sportive kairouanaise

### Groupe C
- Avenir sportif de Gabès
- Avenir sportif de Mohamedia
- Avenir sportif d'Oued Ellil
- Croissant sportif de M'saken
- El Makarem de Mahdia
- Étoile olympique de Sidi Bouzid

### Groupe D
- Club sportif de Korba
- Corail sportif de Tabarka
- El Gawafel sportives de Gafsa
- Sfax railway sport
- Sporting Club de Ben Arous
- Stade gabésien

### Première phase

#### Groupe A
Source : Fédération tunisienne de football.
| Rang | Équipe                     | Pts | J  | G | N | P | Bp | Bc | Diff |
| ---- | -------------------------- | --- | -- | - | - | - | -- | -- | ---- |
| 1    | Stade tunisien R           | 20  | 10 | 6 | 2 | 2 | 14 | 7  | +7   |
| 2    | Kalâa Sport                | 15  | 10 | 4 | 3 | 3 | 11 | 8  | +3   |
| 3    | Club sportif de Bembla P   | 15  | 10 | 4 | 3 | 3 | 6  | 7  | -1   |
| 4    | Stade sportif sfaxien      | 14  | 10 | 4 | 2 | 4 | 9  | 10 | -1   |
| 5    | Étoile sportive de Radès   | 11  | 10 | 3 | 2 | 5 | 9  | 13 | -4   |
| 6    | Club olympique de Médenine | 8   | 10 | 1 | 4 | 5 | 4  | 8  | -4   |

Promotion
- 1er et 2e : Qualifiés pour le barrage de promotion

Relégation
- 5e : Qualifiés pour le barrage de relégation en Ligue III
- 6e : Relégation en Ligue III

Abréviations
- R : Relégué de Ligue I
- P : Promu de Ligue III

| Résultats (▼dom., ►ext.)                                   | COM | CSB | ESR | KS  | SSS | ST  |
| COM                                                        |     | 1-0 | 1-1 | 1-1 | 1-2 | 0-0 |
| CSB                                                        | 1-0 |     | 1-0 | 1-1 | 0-0 | 2-1 |
| ESR                                                        | 1-0 | 0-1 |     | 2-1 | 3-1 | 1-5 |
| KS                                                         | 0-0 | 2-0 | 1-0 |     | 2-0 | 1-0 |
| SSS                                                        | 1-0 | 2-0 | 0-0 | 2-1 |     | 0-1 |
| ST                                                         | 1-0 | 0-0 | 2-1 | 2-1 | 2-1 |     |
| - Victoire à domicile - Match nul - Victoire à l'extérieur |     |     |     |     |     |     |

#### Groupe B
Source : Fédération tunisienne de football.
| Rang | Équipe                           | Pts | J  | G | N | P | Bp | Bc | Diff |
| ---- | -------------------------------- | --- | -- | - | - | - | -- | -- | ---- |
| 1    | Jeunesse sportive kairouanaise R | 19  | 10 | 6 | 1 | 3 | 14 | 8  | +6   |
| 2    | Association sportive de Djerba   | 17  | 10 | 5 | 2 | 3 | 10 | 7  | +3   |
| 3    | Espoir sportif de Jerba Midoun   | 16  | 10 | 5 | 1 | 4 | 11 | 10 | +1   |
| 4    | Jendouba Sports                  | 13  | 10 | 3 | 4 | 3 | 7  | 7  | 0    |
| 5    | Astre sportif de Menzel Ennour   | 9   | 10 | 2 | 3 | 5 | 8  | 12 | -4   |
| 6    | Club olympique des transports P  | 8   | 10 | 1 | 5 | 4 | 4  | 10 | -6   |

Promotion
- 1er et 2e : Qualifiés pour le barrage de promotion

Relégation
- 5e : Qualifiés pour le barrage de relégation en Ligue III
- 6e : Relégation en Ligue III

Abréviations
- R : Relégué de Ligue I
- P : Promu de Ligue III

| Résultats (▼dom., ►ext.)                                   | ASD | ASME | COT | ESJ | JS  | JSK |
| ASD                                                        |     | 1-0  | 1-0 | 1-0 | 0-1 | 2-1 |
| ASME                                                       | 1-1 |      | 0-0 | 3-0 | 1-1 | 3-2 |
| COT                                                        | 1-3 | 1-0  |     | 1-1 | 0-0 | 0-0 |
| ESJ                                                        | 1-0 | 3-0  | 2-1 |     | 3-2 | 0-1 |
| JS                                                         | 0-0 | 1-0  | 0-0 | 0-1 |     | 1-0 |
| JSK                                                        | 2-1 | 2-0  | 3-0 | 1-0 | 1-0 |     |
| - Victoire à domicile - Match nul - Victoire à l'extérieur |     |      |     |     |     |     |

#### Groupe C
Source : Fédération tunisienne de football.
| Rang | Équipe                       | Pts | J  | G | N | P | Bp | Bc | Diff |
| ---- | ---------------------------- | --- | -- | - | - | - | -- | -- | ---- |
| 1    | Olympique de Sidi Bouzid     | 16  | 10 | 5 | 1 | 4 | 8  | 8  | 0    |
| 2    | Avenir sportif de Gabès      | 13  | 10 | 3 | 4 | 3 | 8  | 7  | +1   |
| 3    | Croissant sportif de M'saken | 13  | 10 | 3 | 4 | 3 | 8  | 8  | 0    |
| 4    | Avenir sportif d'Oued Ellil  | 13  | 10 | 3 | 4 | 3 | 8  | 8  | 0    |
| 5    | El Makarem de Mahdia P       | 13  | 10 | 3 | 4 | 3 | 10 | 10 | 0    |
| 6    | Avenir sportif de Mohamedia  | 10  | 10 | 1 | 7 | 2 | 6  | 7  | -1   |

Promotion
- 1er et 2e : Qualifiés pour le barrage de promotion

Relégation
- 5e : Qualifiés pour le barrage de relégation en Ligue III
- 6e : Relégation en Ligue III

Abréviations
- R : Relégué de Ligue I
- P : Promu de Ligue III

| Résultats (▼dom., ►ext.)                                   | ASG | ASM | ASOE | CSM | EMM | OSB |
| ASG                                                        |     | 1-1 | 1-0  | 1-1 | 2-0 | 1-0 |
| ASM                                                        | 0-0 |     | 1-1  | 0-0 | 1-1 | 1-0 |
| ASOE                                                       | 1-0 | 1-0 |      | 2-1 | 1-1 | 0-0 |
| CSM                                                        | 1-1 | 1-0 | 2-1  |     | 1-0 | 1-0 |
| EMM                                                        | 2-1 | 0-0 | 1-1  | 1-0 |     | 4-2 |
| OSB                                                        | 1-0 | 2-1 | 1-0  | 1-0 | 1-0 |     |
| - Victoire à domicile - Match nul - Victoire à l'extérieur |     |     |      |     |     |     |

#### Groupe D
Source : Fédération tunisienne de football.
| Rang | Équipe                        | Pts | J  | G | N | P | Bp | Bc | Diff |
| ---- | ----------------------------- | --- | -- | - | - | - | -- | -- | ---- |
| 1    | Club sportif de Korba         | 16  | 10 | 4 | 4 | 2 | 9  | 8  | +1   |
| 2    | El Gawafel sportives de Gafsa | 16  | 10 | 4 | 4 | 2 | 11 | 6  | +5   |
| 3    | Stade gabésien                | 16  | 10 | 4 | 4 | 2 | 6  | 4  | +2   |
| 4    | Sporting Club de Ben Arous    | 11  | 10 | 3 | 2 | 5 | 5  | 10 | -5   |
| 5    | Sfax railway sport            | 11  | 10 | 2 | 5 | 3 | 7  | 7  | 0    |
| 6    | Corail sportif de Tabarka P   | 10  | 10 | 3 | 1 | 6 | 6  | 9  | -3   |

Promotion
- 1er et 2e : Qualifiés pour le barrage de promotion

Relégation
- 5e : Qualifiés pour le barrage de relégation en Ligue III
- 6e : Relégation en Ligue III

Abréviations
- R : Relégué de Ligue I
- P : Promu de Ligue III

| Résultats (▼dom., ►ext.)                                   | CSK | CST | EGSG | SRS | SCBA | SG  |
| CSK                                                        |     | 1-0 | 1-2  | 1-0 | 2-1  | 0-0 |
| CST                                                        | 1-1 |     | 1-0  | 1-0 | 0-1  | 0-1 |
| EGSG                                                       | 1-1 | 1-0 |      | 1-1 | 4-0  | 0-0 |
| SRS                                                        | 3-1 | 1-0 | 2-2  |     | 0-0  | 0-0 |
| SCBA                                                       | 2-1 | 0-1 | 0-1  | 0-0 |      | 1-0 |
| SG                                                         | 0-0 | 3-2 | 0-1  | 1-0 | 1-0  |     |
| - Victoire à domicile - Match nul - Victoire à l'extérieur |     |     |      |     |      |     |

## Play-off

### Groupe A
Source : Fédération tunisienne de football.
| Rang | Équipe                           | Pts | J | G | N | P | Bp | Bc | Diff |
| ---- | -------------------------------- | --- | - | - | - | - | -- | -- | ---- |
| 1    | Stade tunisien R                 | 9   | 3 | 3 | 0 | 0 | 4  | 1  | +3   |
| 2    | El Gawafel sportives de Gafsa    | 4   | 3 | 1 | 1 | 1 | 6  | 6  | 0    |
| 3    | Club sportif de Korba            | 3   | 3 | 1 | 0 | 2 | 2  | 4  | -2   |
| 4    | Jeunesse sportive kairouanaise R | 1   | 3 | 0 | 1 | 2 | 4  | 7  | -3   |

Promotion
- 1er : Promotion en Ligue I

Abréviations
- R : Relégué de Ligue I

| Résultats (▼dom., ►ext.)                                   | CSK | EGSG | JSK | ST  |
| CSK                                                        |     | 0-1  | 2-0 |     |
| EGSG                                                       |     |      | 4-4 |     |
| JSK                                                        |     |      |     | 0-1 |
| ST                                                         | 1-0 | 2-1  |     |     |
| - Victoire à domicile - Match nul - Victoire à l'extérieur |     |      |     |     |

### Groupe B
Source : Fédération tunisienne de football.
| Rang | Équipe                         | Pts | J | G | N | P | Bp | Bc | Diff |
| ---- | ------------------------------ | --- | - | - | - | - | -- | -- | ---- |
| 1    | Olympique de Sidi Bouzid       | 9   | 3 | 3 | 0 | 0 | 14 | 2  | +12  |
| 2    | Kalâa Sport                    | 4   | 3 | 1 | 1 | 1 | 1  | 3  | -2   |
| 3    | Association sportive de Djerba | 1   | 2 | 0 | 1 | 2 | 1  | 3  | -2   |
| 4    | Avenir sportif de Gabès        | 0   | 2 | 0 | 0 | 2 | 1  | 9  | -8   |

Promotion
- 1er : Promotion en Ligue I

| Résultats (▼dom., ►ext.)                                   | ASD | ASG | KS  | OSB |
| ASD                                                        |     |     | 0-0 |     |
| ASG                                                        |     |     | 0-1 |     |
| KS                                                         |     |     |     | 0-3 |
| OSB                                                        | 3-1 | 8-1 |     |     |
| - Victoire à domicile - Match nul - Victoire à l'extérieur |     |     |     |     |

## Finale
| 20 mai 2022 | (1er groupe A) Stade tunisien | 2-2 (4-3 t. a. b.) | Olympique de Sidi Bouzid (1er du groupe B) | Stade Chedly-Zouiten |  |
| 14h00       | Messadi 29e · Aouadhi 67e     | (1-0)              | Mansour 87e · Zaafouri 88e                 |                      |  |

## Play-out
Source : Fédération tunisienne de football.
| Rang | Équipe                         | Pts | J | G | N | P | Bp | Bc | Diff |
| ---- | ------------------------------ | --- | - | - | - | - | -- | -- | ---- |
| 1    | Étoile sportive de Radès       | 6   | 2 | 2 | 0 | 0 | 6  | 1  | +5   |
| 2    | El Makarem de Mahdia P         | 6   | 3 | 2 | 0 | 1 | 5  | 4  | +1   |
| 3    | Astre sportif de Menzel Ennour | 3   | 3 | 1 | 0 | 2 | 4  | 5  | -1   |
| 4    | Sfax railway sport             | 0   | 2 | 0 | 0 | 2 | 0  | 5  | -5   |

|}
Abréviations
- R : Relégué de Ligue I
- P : Promu de Ligue III

|}
| Résultats (▼dom., ►ext.)                                   | ASME | EMM | ESR | SRS |
| ASME                                                       |      | 1-2 | 1-3 |     |
| EMM                                                        |      |     | 0-3 |     |
| ESR                                                        |      |     |     |     |
| SRS                                                        | 0-2  | 0-3 |     |     |
| - Victoire à domicile - Match nul - Victoire à l'extérieur |      |     |     |     |

## Meilleurs buteurs
| Rang | Joueur             | Club            | Buts |
| ---- | ------------------ | --------------- | ---- |
| 1    | Karim Aouadhi      | Stade tunisien  | 5    |
| 2    | Ammar Ben Sassi    | AS Djerba       | 4    |
| 2    | Sameh Bouhajeb     | EGS Gafsa       | 4    |
| 2    | Montasser Maaroufi | Jendouba Sports | 4    |
| 2    | Wajdi Mejri        | ES Jerba        | 4    |

## Soupçons de match truqué
Le résultat de la rencontre qui oppose l'Espoir sportif de Jerba Midoun à Jendouba Sports lors de la dernière journée de la première phase et qui se solde par une victoire des locaux sur un score de trois buts à deux est suspendu par la Fédération tunisienne de football (FTF) le 14 mars 2022. Celle-ci indique dans son communiqué qu'une suspicion de paris illégaux porte sur cette rencontre. L'ancien joueur de l'Aigle sportif de Téboulba, Abderraouf Harzalli, est suspendu par la FTF pour avoir parié sur cette rencontre.
Le dossier de cette affaire est par ailleurs porté devant la Commission nationale d'éthique de la FTF, les instances juridiques et la FIFA.